# Muhammad as-Sajjid (bokser)
Muhammad as-Sajjid, Mohamed El-Sayed (ar. محمد السيد; ur. 22 marca 1973) – egipski bokser amatorski, brązowy medalista olimpijski (2004) w wadze ciężkiej (91 kg).
W lipcu 2003 roku uczestniczył w mistrzostwach świata w Bangkoku. Odpadł z turnieju wagi ciężkiej po drugiej walce. Kilka miesięcy później zdobył srebrny medal podczas igrzysk afrykańskich w Abudży.
W sierpniu 2004 roku wystąpił na igrzyskach olimpijskich w Atenach. W pierwszej rundzie zremisował z reprezentującym Uzbekistan Rosjaninem Igorem Ałborowem, lecz awansował dalej dzięki korzystnemu dla niego zliczeniu liczby ciosów. W ćwierćfinale pokonał zdecydowanie na punkty Australijczyka Adama Forsytha. W walce o finał zmierzyć się miał z Wiktorem Zujewem, jednak nie został do niej dopuszczony przez lekarza z powodu kontuzji ręki. Ostatecznie więc Białorusinowi przyznano walkower, a Egipcjanin musiał zadowolić się brązowym medalem.